# إبرام بينيت
إبرام بينيت (بالإنجليزية: Abram Bennett)‏ هو طبيب نفسي أمريكي، ولد في 1898 في أوماها في الولايات المتحدة، وتوفي في 1985.